# プリンイミダゾール環シクラーゼ
プリンイミダゾール環シクラーゼ (Purine imidazole-ring cyclase、EC 4.3.2.4)は、以下の化学反応を触媒する酵素である。
DNA-4,6-ジアミノ-5-ホルムアミドピリミジン {\displaystyle \rightleftharpoons } DNA-アデニン + 水
従って、この酵素の基質はDNA-4,6-ジアミノ-5-ホルムアミドピリミジンのみ、生成物はDNA-アデニンと水の2つである。
この酵素はリアーゼ、特にアミジンリアーゼに分類される。系統名は、DNA-4,6-ジアミノ-5-ホルムアミドピリミジン C8-N9-リアーゼ (環化; DNA-アデニン形成)(DNA-4,6-diamino-5-formamidopyrimidine C8-N9-lyase (cyclizing DNA-adenine-forming))である。